# Список птиц Узбекистана
Список птиц Узбекистана.

## ОтрядПоганкообразные(Podicipediformes)
- Семейство Поганковые (Podicipedidae)
  - Tachybaptus ruficollis — малая поганка
  - Podiceps nigricollis — черношейная поганка
  - Podiceps auritus — красношейная поганка
  - Podiceps grisegena — серощёкая поганка
  - Podiceps cristatus — чомга

## ОтрядПеликанообразные(Pelecaniformes)
- Семейство Пеликановые (Pelecanidae)
  - Pelecanus crispus — кудрявый пеликан
  - Pelecanus onocrotalus — розовый пеликан
- Семейство Баклановые (Phalacrocoracidae)
  - Phalacrocorax carbo — большой баклан
  - Phalacrocorax pygmaeus — малый баклан

## ОтрядАистообразные(Ciconiiformes)
- Семейство Цаплевые (Ardeidae)
  - Botaurus stellaris — выпь
  - Nycticorax nycticorax — кваква
  - Ardeola ralloides — жёлтая, или жёлтая прудовая, цапля
  - Bubulcus ibis — египетская цапля
  - Ardea alba — большая белая цапля
  - Egretta garzetta — малая белая цапля
  - Ardea cinerea — серая цапля
  - Ardea purpurea — рыжая цапля
- Семейство Аистовые (Ciconiidae)
  - Ciconia ciconia — белый аист
  - Ciconia nigra — чёрный аист
- Семейство Ибисовые (Threskiornithidae)
  - Platalea leucorodia — колпица
  - Plegadis falcinellus — каравайка

## ОтрядФламингообразные(Phoenicopteriformes)
- Семейство Фламинговые (Phoenicopteridae)
  - Phoenicopterus roseus — обыкновенный фламинго

## ОтрядГусеобразные(Anseriformes)
- Семейство Утиные (Anatidae)
  - Branta ruficollis — краснозобая казарка
  - Anser anser — серый гусь
  - Anser erythropus — пискулька
  - Anser cygnoides — сухонос
  - Anser indicus — горный гусь
  - Cygnus olor — лебедь-шипун
  - Cygnus cygnus — лебедь-кликун
  - Tadorna ferruginea — огарь
  - Tadorna tadorna — пеганка
  - Anas platyrhynchos — обыкновенная кряква
  - Anas crecca — чирок-свистунок
  - Anas formosa — клоктун
  - Anas strepera — серая утка
  - Anas penelope — свиязь
  - Anas acuta — шилохвость
  - Anas querquedula — чирок-трескунок
  - Anas clypeata — широконоска
  - Marmaronetta angustirostris — мраморный чирок
  - Netta rufina — красноносый нырок
  - Aythya ferina — красноголовый нырок
  - Aythya nyroca — белоглазый нырок
  - Aythya fuligula — хохлатая чернеть
  - Bucephala clangula — гоголь
  - Oxyura leucocephala — савка
  - Mergellus albellus — луток
  - Mergus serrator — длинноносый крохаль
  - Mergus merganser — большой крохаль

## ОтрядСоколообразные(Falconiformes)
- Семейство Скопиные (Pandionidae)
  - Pandion haliaetus — скопа
- Семейство Ястребиные (Accipitridae)
  - Pernis apivorus — обыкновенный осоед
  - Pernis ptilorhynchus — хохлатый осоед
  - Elanus caeruleus — чернокрылый дымчатый коршун
  - Milvus migrans — чёрный коршун
  - Circus cyaneus — полевой лунь
  - Circus macrourus — степной лунь
  - Circus pygargus — луговой лунь
  - Circus aeruginosus — болотный лунь
  - Accipiter gentilis — ястреб-тетеревятник
  - Accipiter nisus — ястреб-перепелятник
  - Accipiter brevipes — европейский тювик
  - Accipiter badius — туркестанский тювик
  - Buteo lagopus — зимняк
  - Buteo hemilasius — мохноногий курганник
  - Buteo rufinus — курганник
  - Buteo buteo — обыкновенный канюк
  - Circaetus gallicus — обыкновенный змееяд
  - Aquila pennata — орёл-карлик
  - Aquila nipalensis — степной орёл
  - Aquila heliaca — могильник
  - Aquila chrysaetos — беркут
  - Aquila fasciata — ястребиный орёл
  - Haliaeetus leucoryphus — орлан-долгохвост
  - Haliaeetus albicilla — орлан-белохвост
  - Gypaetus barbatus — бородач
  - Neophron percnopterus — обыкновенный стервятник
  - Aegypius monachus — чёрный гриф
  - Gyps fulvus — белоголовый сип
  - Gyps himalayensis — кумай
- Семейство Соколиные (Falconidae)
  - Falco cherrug — обыкновенный балобан
  - Falco jugger — лаггар
  - Falco pelegrinoides — шахин
  - Falco peregrinus — сапсан
  - Falco subbuteo — обыкновенный чеглок
  - Falco columbarius — дербник
  - Falco vespertinus — кобчик
  - Falco naumanni — степная пустельга
  - Falco tinnunculus — обыкновенная пустельга

## ОтрядКурообразные(Galliformes)
- Семейство Фазановые (Phasianidae)
  - Tetraogallus himalayensis — гималайский улар
  - Alectoris chukar — кеклик
  - Ammoperdix griseogularis — пустынная куропатка
  - Coturnix coturnix — обыкновенный перепел
  - Phasianus colchicus — обыкновенный фазан

## ОтрядЖуравлеобразные(Gruiformes)
- Семейство Журавлиные (Gruidae)
  - Grus grus — серый журавль
  - Grus leucogeranus — стерх
  - Anthropoides virgo — журавль-красавка
- Семейство Пастушковые (Rallidae)
  - Rallus aquaticus — пастушок
  - Porzana porzana — погоныш
  - Porzana parva — малый погоныш
  - Crex crex — коростель
  - Gallinula chloropus — камышница
  - Fulica atra — лысуха
- Семейство Дрофиные (Otididae)
  - Otis tarda — дрофа
  - Tetrax tetrax — стрепет
  - Chlamydotis macqueenii
  - Chlamydotis undulata — вихляй

## ОтрядРжанкообразные(Charadriiformes)

### Подотряд Charadrii
- Семейство Авдотковые (Burhinidae)
  - Burhinus oedicnemus — авдотка
- Семейство Ржанковые (Charadriidae)
  - Charadrius dubius — малый зуёк
  - Charadrius leschenaultii — большеклювый, или толстоклювый, зуёк
  - Charadrius asiaticus — каспийский зуёк
  - Charadrius alexandrinus — морской зуёк
  - Vanellus gregarius — кречётка
  - Vanellus vanellus — чибис
  - Vanellus leucura — белохвостая пигалица
- Семейство Шилоклювковые (Recurvirostridae)
  - Himantopus himantopus — ходулочник
  - Recurvirostra avosetta — шилоклювка
- Семейство Кулики-сороки (Haematopodidae)
  - Haematopus ostralegus — обыкновенный кулик-сорока
- Семейство Серпоклювы (Ibidorhynchidae)
  - Ibidorhyncha struthersii — серпоклюв
- Семейство Бекасовые (Scolopacidae)
  - Tringa ochropus — черныш
  - Tringa glareola — фифи
  - Tringa nebularia — большой улит
  - Tringa totanus — травник
  - Tringa erythropus — щёголь
  - Tringa stagnatilis — поручейник
  - Actitis hypoleucos — перевозчик
  - Xenus cinereus — мородунка
  - Phalaropus lobatus — круглоносый плавунчик
  - Philomachus pugnax — турухтан
  - Calidris minuta — кулик-воробей
  - Calidris temminckii — белохвостый песочник
  - Calidris ferruginea — краснозобик
  - Calidris alpina — чернозобик
  - Lymnocryptes minimus — гаршнеп
  - Gallinago gallinago — обыкновенный бекас
  - Gallinago media — дупель
  - Scolopax rusticola — вальдшнеп
  - Numenius tenuirostris — тонкоклювый кроншнеп
  - Numenius phaeopus — средний кроншнеп
  - Numenius arquata — большой кроншнеп
  - Limosa limosa — большой веретенник
  - Limosa lapponica — малый веретенник
- Семейство Тиркушковые (Glareolidae)
  - Glareola pratincola — луговая тиркушка

### ПодотрядLari
- Семейство Поморниковые (Stercorariidae)
  - Stercorarius pomarinus — средний поморник
  - Stercorarius parasiticus — короткохвостый поморник
- Семейство Чайковые (Laridae)
  - Larus ichthyaetus — черноголовый хохотун
  - Larus minutus — малая чайка
  - Larus ridibundus — озёрная чайка
  - Larus genei — тонкоклювая чайка, или морской голубок
  - Larus heuglini — восточная клуша
  - Larus cachinnans — степная чайка
  - Sterna caspia — чеграва
  - Sterna sandvicensis — пестроносая крачка
  - Sterna hirundo — речная крачка
  - Sterna albifrons — малая крачка
  - Sterna nilotica — чайконосая крачка
  - Chlidonias hybridus — белощёкая болотная крачка
  - Chlidonias leucopterus — белокрылая болотная крачка
  - Chlidonias niger — чёрная болотная крачка

## ОтрядРябкообразные(Pterocletiformes)
- Семейство Рябковые (Pteroclidae)
  - Pterocles alchata — белобрюхий рябок
  - Pterocles orientalis — чернобрюхий рябок
  - Syrrhaptes paradoxus — саджа, или копытка

## ОтрядГолубеобразные(Columbiformes)
- Семейство Голубиные (Columbidae)
  - Columba palumbus — вяхирь
  - Columba oenas — клинтух
  - Columba eversmanni — бурый голубь
  - Columba livia — сизый голубь
  - Streptopelia decaocto — кольчатая горлица
  - Streptopelia turtur — обыкновенная горлица
  - Streptopelia orientalis — большая горлица
  - Streptopelia senegalensis — малая горлица

## ОтрядКукушкообразные(Cuculiformes)
- Семейство Кукушковые (Cuculidae)
  - Cuculus canorus — обыкновенная кукушка
  - Cuculus horsfieldi

## ОтрядСовообразные(Strigiformes)
- Семейство Совиные (Strigidae)
  - Bubo bubo — обыкновенный филин
  - Asio otus — ушастая сова
  - Asio flammeus — болотная сова
  - Otus scops — сплюшка, или обыкновенная совка
  - Otus brucei — пустынная, или буланная, совка
  - Athene noctua — домовый сыч
  - Strix aluco — обыкновенная неясыть

## ОтрядКозодоеобразные(Caprimulgiformes)
- Семейство Козодоевые (Caprimulgidae)
  - Caprimulgus europaeus — обыкновенный козодой
  - Caprimulgus aegyptius — буланный козодой

## ОтрядСтрижеобразные(Apodiformes)
- Семейство Стрижиные (Apodidae)
  - Apus apus — чёрный стриж
  - Apus melba — белобрюхий стриж
  - Apus affinis — малый стриж

## ОтрядРакшеобразные(Coraciiformes)
- Семейство Зимородковые (Alcedinidae)
  - Alcedo atthis — зимородок
- Семейство Сизоворонковые (Coraciidae)
  - Coracias garrulus — сизоворонка
- Семейство Щурковые (Meropidae)
  - Merops apiaster — золотистая щурка
  - Merops persicus (Merops superciliosus) — зелёная щурка

## ОтрядУдодообразные(Upupiformes)
- Семейство Удодовые (Upupidae)
  - Upupa epops — удод

## ОтрядДятлообразные(Piciformes)
- Семейство Дятловые (Picidae)
  - Jynx torquilla — вертишейка
  - Dryocopus martius — чёрный дятел, или желна
  - Dendrocopos major — большой пёстрый дятел
  - Dendrocopos leucopterus — белокрылый дятел
  - Picus viridis — зелёный дятел

## ОтрядВоробьинообразные(Passeriformes)

### СемействоЛасточковые(Hirundinidae)
- Hirundo rustica — деревенская ласточка
- Hirundo smithii — нитехвостая ласточка
- Cecropis daurica — рыжепоясничная ласточка
- Delichon urbica — городская ласточка
- Ptyonoprogne rupestris — скальная ласточка
- Riparia riparia — береговушка

### СемействоЖаворонковые(Alaudidae)
- Ammomanes deserti — пустынный жаворонок
- Galerida cristata — хохлатый жаворонок
- Calandrella brachydactyla — малый жаворонок
- Calandrella acutirostris — тонкоклювый жаворонок
- Calandrella rufescens — серый жаворонок
- Melanocorypha calandra — степной жаворонок
- Melanocorypha bimaculata — двупятнистый жаворонок
- Melanocorypha leucoptera — белокрылый жаворонок
- Melanocorypha yeltoniensis — чёрный жаворонок
- Eremophila alpestris — рогатый жаворонок
- Alauda arvensis — полевой жаворонок
- Alauda gulgula — индийский, или малый полевой, жаворонок

### СемействоТрясогузковые(Motacillidae)
- Motacilla flava — жёлтая трясогузка
- Motacilla lutea — желтолобая трясогузка
- Motacilla citreola — желтоголовая трясогузка
- Motacilla cinerea — горная трясогузка
- Motacilla alba — белая трясогузка
- Anthus campestris — полевой конек
- Anthus trivialis — лесной конек
- Anthus pratensis — луговой конек
- Anthus cervinus — краснозобый конек
- Anthus spinoletta — горный конек

### СемействоСорокопутовые(Laniidae)
- Lanius isabellinus — рыжехвостый жулан
- Lanius collurio — обыкновенный жулан
- Lanius schach — длиннохвостый сорокопут
- Lanius minor — чернолобый сорокопут
- Lanius excubitor — серый сорокопут
- Lanius meridionalis — пустынный сорокопут

### СемействоИволговые(Oriolidae)
- - Oriolus kundoo - Индийская золотая иволга

### СемействоСкворцовые(Sturnidae)
- - Sturnus vulgaris — обыкновенный скворец
  - Sturnus roseus — розовый скворец
  - Acridotheres tristis — обыкновенная майна

### СемействоВрановые(Corvidae)
- Garrulus glandarius — сойка
- Pica pica — сорока
- Podoces panderi — саксаульная сойка
- Pyrrhocorax pyrrhocorax — клушица
- Pyrrhocorax graculus — альпийская галка
- Corvus monedula — галка
- Corvus dauuricus — даурская галка
- Corvus frugilegus — грач
- Corvus corone — чёрная ворона
- Corvus ruficollis — пустынный ворон
- Corvus corax — ворон

### СемействоСвиристелевые(Bombycillidae)
- Bombycilla garrulus — свиристель

### СемействоОляпковые(Cinclidae)
- Cinclus cinclus — обыкновенная оляпка
- Cinclus pallasii — бурая оляпка

### СемействоКрапивниковые(Troglodytidae)
- Troglodytes troglodytes — крапивник

### СемействоЗавирушковые(Prunellidae)
- Prunella collaris — альпийская завирушка
- Prunella himalayana — гималайская завирушка
- Prunella fulvescens — бледная завирушка
- Prunella montanella — сибирская завирушка
- Prunella atrogularis — черногорлая завирушка
- Prunella modularis — лесная завирушка

### СемействоСлавковые(Sylviidae)
- Cettia cetti — широкохвостая камышовка
- Locustella luscinioides — соловьиный сверчок
- Locustella naevia — обыкновенный сверчок
- Acrocephalus schoenobaenus — камышовка-барсучок
- Acrocephalus agricola — индийская камышовка
- Acrocephalus dumetorum — садовая камышовка
- Acrocephalus scirpaceus — тростниковая камышовка
- Acrocephalus stentoreus — туркестанская камышовка
- Acrocephalus arundinaceus — дроздовидная камышовка
- Hippolais caligata — северная бормотушка
- Hippolais rama — южная бормотушка
- Hippolais pallida — бледная пересмешка
- Hippolais languida — пустынная пересмешка
- Sylvia nisoria — ястребиная славка
- Sylvia atricapilla — черноголовая славка
- Sylvia borin — садовая славка
- Sylvia communis — серая славка
- Sylvia curruca — славка-завирушка, или славка-мельничек
- Sylvia mystacea — белоусая славка
- Sylvia nana — пустынная славка
- Phylloscopus collybita — пеночка-теньковка
- Phylloscopus sindianus — азиатская теньковка
- Phylloscopus sibilatrix — пеночка-трещотка
- Phylloscopus trochiloides — зелёная пеночка
- Phylloscopus inornatus — пеночка-зарничка
- Phylloscopus humei — тусклая пеночка
- Phylloscopus griseolus — индийская пеночка
- Scotocerca inquieta — вертлявая славка

### СемействоКорольковые(Regulidae)
- Regulus regulus — желтоголовый королёк

### СемействоМухоловковые(Muscicapidae)
- Terpsiphone paradisi — райская мухоловка
- Ficedula hypoleuca — мухоловка-пеструшка
- Ficedula albicollis — мухоловка-белошейка
- Ficedula parva — малая мухоловка
- Muscicapa striata — серая мухоловка
- Muscicapa ruficauda — рыжехвостая мухоловка
- Erithacus rubecula — зарянка
- Luscinia megarhynchos — южный соловей
- Luscinia luscinia — обыкновенный соловей
- Luscinia svecica — варакушка
- Irania gutturalis — соловей-белошейка
- Cercotrichas galactotes — тугайный соловей
- Phoenicurus phoenicurus — обыкновенная горихвостка
- Phoenicurus ochruros — горихвостка-чернушка
- Phoenicurus erythronotus — красноспинная горихвостка
- Chaimarrornis leucocephalus — водяная горихвостка
- Saxicola caprata
- Saxicola maura
- Saxicola rubetra — луговой чекан
- Enicurus scouleri — белоножка
- Oenanthe oenanthe — каменка
- Oenanthe pleschanka — каменка-плешанка
- Oenanthe picata — чёрная каменка
- Oenanthe finschii — черношейная каменка
- Oenanthe deserti — пустынная каменка
- Oenanthe isabellina — каменка-плясунья

### СемействоДроздовые(Turdidae)
- Monticola saxatilis — пёстрый каменный дрозд
- Monticola solitarius — синий каменный дрозд
- Turdus pilaris — рябинник
- Turdus torquatus — белозобый дрозд
- Turdus merula — чёрный дрозд
- Turdus iliacus — белобровик
- Turdus ruficollis — краснозобый дрозд
- Turdus viscivorus — деряба

### СемействоСуторовые(Paradoxornithidae)
- Panurus biarmicus — усатая синица

### СемействоДлиннохвостые синицы(Aegithalidae)
- Aegithalos caudatus — длиннохвостая синица

### СемействоРемезовые(Remizidae)
- Remiz pendulinus — обыкновенный ремез
- Remiz coronatus — черноголовый ремез
- Remiz macronyx — тростниковый ремез

### СемействоСиницевые(Paridae)
- Parus major — большая синица
- Parus bokharensis — бухарская синица
- Poecile palustris — черноголовая гаичка
- Periparus ater — московка
- Periparus rufonuchalis — рыжешейная синица
- Cyanistes caeruleus — обыкновенная лазоревка
- Cyanistes cyanus — белая лазоревка
- Cyanistes flavipectus — желтогрудая лазоревка

### СемействоПоползневые(Sittidae)
- Sitta tephronota — большой скалистый поползень

### СемействоПищуховые(Certhiidae)
- Certhia himalayana — гималайская пищуха

### СемействоТкачиковые(Ploceidae)
- Passer domesticus — домовый воробей
- Passer simplex — пустынный воробей
- Passer hispaniolensis — черногрудый воробей
- Passer ammodendri — саксаульный воробей
- Passer montanus — полевой воробей
- Petronia petronia — каменный воробей
- Montifringilla nivalis — альпийский вьюрок

### СемействоВьюрковые(Fringillidae)
- Fringilla coelebs — зяблик
- Fringilla montifringilla — вьюрок
- Serinus pusillus — красношапочный вьюрок
- Serinus serinus — канареечный вьюрок
- Carduelis chloris — обыкновенная зеленушка
- Carduelis spinus — чиж
- Carduelis carduelis — щегол
- Carduelis caniceps — седоголовый щегол
- Leucosticte nemoricola — гималайский вьюрок
- Rhodopechis sanguinea — краснокрылый чечевичник
- Rhodopechys mongolica — монгольский вьюрок
- Rhodospiza obsoleta — буланый вьюрок
- Carpodacus erythrinus — обыкновенная чечевица
- Carpodacus rhodochlamys — арчовая чечевица
- Pyrrhula pyrrhula — снегирь
- Coccothraustes coccothraustes — дубонос
- Mycerobas carnipes — арчовый дубонос
- Bucanetes githaginea — чечевичник-трубач

### СемействоОвсянковые(Emberizidae)
- Emberiza calandra — просянка
- Emberiza citrinella — обыкновенная овсянка
- Emberiza leucocephala — белошапочная овсянка
- Emberiza cia — горная овсянка
- Emberiza schoeniclus — камышовая овсянка
- Emberiza aureola — дубровник
- Emberiza buchanani — скальная овсянка
- Emberiza melanocephala — черноголовая овсянка
- Emberiza bruniceps — желчная овсянка
- Emberiza hortulana — садовая овсянка